# Mathurin Jean François Obelin-Kergal
Mathurin Jean-François Obelin-Kergal (né le 21 janvier 1736 à Ploërmel - mort le 22 novembre 1819 à Rennes) est un ancien juge, membre de la Convention, député au Conseil des Cinq-Cents et au corps législatif de l'an VIII à 1804.

## Biographie
La monarchie constitutionnelle, mise en application par la constitution du 3 septembre 1791, prend fin à l'issue de la journée du 10 août 1792 : les bataillons de fédérés bretons et marseillais et les insurgés des faubourgs de Paris prennent le palais des Tuileries. Louis XVI est suspendu et incarcéré avec sa famille à la tour du Temple. 
En septembre 1792, Mathurin Obelin, alors juge au district de Saint-Malo, est élu député du département d'Ille-et-Vilaine, le neuvième sur dix, à la Convention nationale.
Il siège sur les bancs de la Gironde. Lors du procès de Louis XVI, il vote la détention, et la déportation à la paix et se prononce en faveur de l'appel au peuple et du sursis à l'exécution de la peine. Le 13 avril 1793, il vote en faveur de la mise en accusation de Jean-Paul Marat. Le 28 mai, il vote contre le rétablissement de la Commission des Douze. 
Le 3 octobre 1793, après le rapport de Jean-Pierre-André Amar (député de l'Isère), membre du Comité de sûreté générale, Obelin fait partie des députés décrétés d'arrestation pour avoir signé la protestation contre les journées du 31 mai et du 2 juin. Lui et les autres protestataires sont libérés et réintégrés à leur poste le 18 frimaire an III (le 8 décembre 1794). 
Sous le Directoire, Mathurin Obelin est réélu député par les départements des Côtes-du-Nord, d'Ille-et-Vilaine et de la Somme et siège au Conseil des Cinq-Cents. Il est tiré au sort pour quitter le Conseil le 1er prairial an V (le 20 mai 1797). 
Il fut nommé, en l'an VI, commissaire de la trésorerie nationale. Appelé au nouveau Corps législatif (8 prairial an VIII) par le Sénat conservateur, comme député d'Ille-et-Vilaine, il exerça ce mandat jusqu'en 1804, et fut nommé, le 14 avril 1811, conseiller à la cour impériale de Rennes. Il fut admis à la retraite, comme magistrat, en 1816.

## Mandats
- 07/09/1792 - 26/10/1795 : Ille-et-Vilaine - Girondins
- 14/10/1795 - 20/05/1797 : Ille-et-Vilaine - Modérés
- 28/05/1800 - 01/07/1804 : Ille-et-Vilaine

## Travaux législatifs
- Précis de recherches et observations sur divers objets relatifs à la navigation intérieure de la province de Bretagne. Rennes : Imprimerie de N.-T. Vatar, 1785
- Convention nationale. Réflexions sur les causes du discrédit des assignats, et sur le moyen de leur rendre la confiance. Imprimerie nationale, floréal an III
- Observations statistiques sur une entreprise utile et déjà commencée, dont l'entière exécution procurerait à la ci-devant province de Bretagne les plus grands avantages et seroit propre à seconder les vues bienfaisantes du Gouvernement, pour l'amélioration de la partie centrale de cette importante portion du territoire français. Paris, Imprimerie de Baudouin, (s. d.)
- Rapport et projet de décret présentés au nom du comité de salut public et des travaux publics sur la reprise des travaux de Cherbourg. Pari, Imprimerie nationale, brumaire an IV [1795]
- Corps législatif. Conseil des Cinq-cents. Rapport de la première commission nommée pour l'examen des réclamations sur les opérations des assemblées primaires. Le 17 nivôse, l'an IV de la République. Paris, Imprimerie nationale, an IV
- Corps législatif. Conseil des Cinq-cents. Projet de résolution sur les délais pour se pourvoir en opposition, et pour relever appel des jugements par défaut. Séance du 2 vendémiaire an V. Paris, Imprimerie nationale, an V
- Corps législatif. Conseil des Cinq-cents. Opinion de J.-F. Obelin (d'Ille-et-Vilaine) sur le projet de résolution proposé par la commission pour la surveillance de la comptabilité concernant la comptabilité arriérée. Séance du 24 nivôse. Paris, Imprimerie nationale, an V
- Précis de recherches et observations sur divers objets relatifs à la navigation intérieure de la province de Bretagne. Rennes : Imprimerie de N.-P. Vatar, 1785
- Convention nationale. Rapport et projet de décret, présentés au nom des Comités de salut public et des travaux publics, sur la reprise des travaux de Cherbourg. Paris, Imprimerie nationale, brumaire an IV
- Corps législatif. Conseil des Cinq-Cents. Projet de résolution présenté au nom de la commission chargée de l'examen des réclamations renvoyées par le décret de la Convention nationale, du 21 vendémiaire, à la décision du Corps législatif. Séance du 4 floréal an IV. Paris, Imprimerie nationale, an IV
- Corps législatif. Conseil des Cinq-cents. Rapport fait par J.-F. Obelin, au nom des commissions de surveillance de la comptabilité et de la trésorerie, sur les moyens de centraliser la liquidation et l'apurement de la comptabilité arriérée. Séance du 14 floréal an V. Paris, Imprimerie nationale, an V.